# 河谷风毛菊
河谷风毛菊（学名：Saussurea vestitiformis）是菊科风毛菊属的植物，为中国的特有植物。分布于中国大陆的云南等地，生长于海拔2,000米的地区，目前尚未由人工引种栽培。